# Momčilo Raspopović
Momčilo Raspopović (Podgorica, 18 de marzo de 1994) es un futbolista montenegrino que juega en la demarcación de defensa para el F. K. Budućnost Podgorica de la Primera División de Montenegro.

## Selección nacional
Tras jugar con la selección de fútbol sub-17 de Montenegro, la sub-19 y la sub-21, finalmente hizo su debut con la selección absoluta el 14 de noviembre de 2019 en un partido de clasificación para la Eurocopa 2020 contra Inglaterra que finalizó con un resultado de 7-0 a favor del combinado inglés tras los goles de Alex Oxlade-Chamberlain, Marcus Rashford, Tammy Abraham, un autogol de Aleksandar Šofranac y un triplete de Harry Kane.

## Clubes
| Club                      | País            | Año       | Partidos | Goles |
| ------------------------- | --------------- | --------- | -------- | ----- |
| F. K. Budućnost Podgorica | Montenegro      | 2012-2018 | 173      | 10    |
| H. N. K. Rijeka           | Croacia         | 2018-2020 | 56       | 2     |
| F. C. Astra Giurgiu       | Rumania         | 2021      | 16       | 1     |
| F. K. Budućnost Podgorica | Montenegro      | 2021-2022 | 30       | 3     |
| H. N. K. Gorica           | Croacia         | 2022-2024 | 44       | 1     |
| MFK Karviná               | República Checa | 2024-2025 | 19       | 0     |
| F. K. Budućnost Podgorica | Montenegro      | 2025-     |          |       |

## Palmarés

### Títulos nacionales
| Título                         | Club                      | País       | Año  |
| ------------------------------ | ------------------------- | ---------- | ---- |
| Copa de Montenegro             | F. K. Budućnost Podgorica | Montenegro | 2013 |
| Primera División de Montenegro | F. K. Budućnost Podgorica | Montenegro | 2017 |
| Copa de Croacia                | H. N. K. Rijeka           | Croacia    | 2019 |
| Copa de Croacia                | H. N. K. Rijeka           | Croacia    | 2020 |
| Copa de Montenegro             | F. K. Budućnost Podgorica | Montenegro | 2022 |